# Хенри Кери
Хенри Кери (на английски: Henry Carey) е английски поет и композитор.
Автор на английския национален химн „God Save the Queen“. Негови публикувани стихотворения: „The musical century“ (1737 – 1740) и „Dramatic works“ (1743).
Обесва се след смъртта на сина си Чарлз през 1743 г.